# Сафронова Валентина Іванівна
Сафронова Валентина Іванівна (1918—1943) — учасниця Великої Вітчизняної війни, партизанка Брянського міського партизанського загону. Герой Радянського Союзу (1965).

## Біографія
Народилася 1918 року в місті Брянськ у багатодітній родині. За національністю росіянка.
Росла працьовитою, допитливою і життєрадісною дівчинкою. Навчалася в школі № 27 міста Брянська. Там же працювала піонервожатою, а потім контролером в ощадкасі.
Учасниця Великої Вітчизняної війни з серпня 1941 року, комсомолка. Була партизанкою-розвідницею Брянського міського партизанського загону. На початку вересня 1941 року у  складі розвідувально-диверсійної групи була закинута в тил ворога в Клетнянські ліси, де брала участь у засідках і диверсіях, у зборі розвідувальної інформації про дислокацію військ противника. Неодноразово переходила лінію фронту.
На початку лютого 1942 року в загоні вийшов з ладу радіопередавач, а на Велику землю потрібно було терміново передати важливі документи. Командування загону ухвалило рішення послати через лінію фронту групу партизанів і в їх числі — Валентину Сафронову. Сміливці, подолавши 120-кілометровий шлях, дійшли до розташування радянських військ і передали документи. При поверненні назад потрапили в засідку. Сафронова була поранена в голову, тому її залишили на Великій землі, але після лікування в госпіталі навесні 1942 року вона повернулася в розташування загону і відновила розвідувальну діяльність. У серпні 1942 року Валентина знову була направлена на лікування в госпіталь.
17 грудня 1942 року за виконанні бойового завдання в районі села Ворки партизанська розвідниця була важко поранена, у несвідомому стані потрапила в полон і переправлена в гестапо в Брянську. Командир загону Чернов свідчить: «Розвідниця Валя, опинившись у кільці, не здалася живою в руки німецьким фашистам і в нерівній сутичці була смертельно поранена».
Була замучена гестапо 1 травня 1943 року.

## Нагороди
- Указом Президії Верховної Ради СРСР від 8 травня 1965 року за зразкове виконання бойових завдань командування і проявлення мужності і героїзму у боях з німецько-фашистськими загарбниками в роки Великої Вітчизняної війни Сафроновій Валентині Іванівні посмертно присвоєно звання Героя Радянського Союзу.
- Нагороджена орденом Леніна і орденом Червоної Зірки (1942).

## Цікаві факти
- Про те, як загинула Валентина Сафронова, достовірних відомостей не збереглося. Ще 1943 році одна мешканка Брянська розповіла, що у неї в будинку квартирував німецький лікар-офіцер. Одного разу в грудні 1942 року до нього доставили поранену молоду дівчину-партизанку, без пам'яті, з орденом на гімнастерці. Лікар казав, що дівчина ця була озброєна іменною зброєю. Командування наказало лікаря вилікувати її. Від їжі і від ліків дівчина категорично відмовлялася. Потім німці поклали її в машину і відвезли.
- У 2011 році в Німеччині був виявлений щоденник Валентини Сафронової. Аспірант Берлінського університету Себастьян Штоппер, який працював над докторською дисертацією, опублікував в газеті оголошення, попросивши співвітчизників поділитися історичними документами. Через кілька днів до нього звернувся доктор, який лікував вдову офіцера Абверу — Клару Штенберг. Колишня перекладачка, до послуг якої німці вдавалися під час бесід з генералом Власовим, передала доктору дивний раритет із записами російською мовою. Це виявився щоденник із записами Валентини Сафронової, зроблений в «Книзі автомобіліста».

## Пам'ять
- У Брянську ім'ям Валентини Сафронової названі вулиця і середня школа.
- Пам'ятник Герою в складі скульптурної групи в фокінськім районі міста Брянська (1970).
- В кінці 1950-х років брянський автор В. Ляшенко створив поему про подвиг Сафронової і назвав «Валя»